# Данило ди Лука
Данило ди Лука (итал. Danilo Di Luca; Сполторе, 2. јануар 1976) бивши је италијански професионални бициклиста у периоду од 1998. до 2013. По једном је освојио Ђиро д’Италију, Ђиро ди Ломбардију, Милано—Торино, Вуелту ал Паис Баско, Лијеж—Бастоњ—Лијеж, Флеш Валон и Амстел голд рејс. Више пута је добијао суспензију због допинга, због чега му је поништено друго мјесто и освојена класификација по поенима на Ђиро д’Италији 2009. Након што је био позитиван на допинг тесту током Ђиро д’Италије 2013. добио је доживотну суспензију из спорта.

## Каријера

### Почетак каријере
Рођен у Сполтореу, провинцији Пескаре, Ди Лука је постао професионалац 1998. године, у тиму Рисо Скоти. Свој потенцијал је показао освајањем трке Ђиро д’Италија за возаче до 23 године, а исте сезоне је освојио и национално првенство за возаче до 23 године. Прву професионалну победу остварио је 1999. године, освојио је етапу на Ђиро Абрузо трци, где је завршио други у генералном пласману. Друго место освојио је и на Ђиро ди Ломбардији. Возио је и Ђиро д’Италију по први пут, али је није завршио. 2000. остварио је осам победа, укључујући и етапу на Ђиро д’Италији, коју опет није успио да заврши. Учествовао је на Олимпијским играма у Сиднеју, друмску трку је завршио на 11 месту. 2001. године, освојио је етапу на Ђиро д’Италији, а завршио је на 24 месту у генералном пласману. У финишу сезоне освојио је прву велику трку, Ђиро ди Ломбардију.
2002. освојио друго место на Тирено–Адриатику, уз две етапе. етапу је освојио и на Вуелта а Еспањи. 2003. освојио је опет друго место на Тирено—Адриатику, уз освојену етапу. На класицима није остварио победу, али је освојио треће место на Амстел голд рејсу и осмо на Лијеж—Бастоњ—Лијежу. Возио је по први пут Тур де Франс, али га није завршио. У финишу сезоне освојио је трку Имола—Сан Марино и завршио је шести у врлд куп рангирању.
2004. освојио је етапу на Вуелта Мурсији и трку Тур Бриксиа. Против Ди Луке је покренута исрага због допинга и морао је да пропусти Тур де Франс. Возио је Вуелта а Еспању, али је морао да је напусти током етапе 19.

### 2005—2006
2005. Ди Лука је прешао у Ликвигас, тада најјачи професионални тим у Италији, са којим је освојио Тур Баскијске земље, уз једну етапу и класификацију по поенима, а затим је био лидер тима на пролећним класицима. Освојио је Флеш Валон и Амстел голд рејс. На Ђиро д’Италији, освојио је две етапе и завршио је четврти у генералном пласману. Завршио је пети на Туру Пољске и освојио је Критеријум Хадсен, у Данској. Четвртим местом на трци Зури—Мецеге, освојио је UCI про тур рангирање.
2006. Ди Лука није поновио форму са класика од претходне године, најбољи резултат му је било девето место на Лијеж—Бастоњ—Лијежу. Ђиро д’Италију завршио је тек на 23 месту. Тур није успео да заврши због инфекције, а на Вуелти је освојио једну етапу, али није ни њу заршио.

### 2007
Године 2007., Ди Лука је освојио Милан—Торино у марту, Лијеж—Бастоњ—Лијеж у априлу и у доброј форми је дошао на Ђиро д’Италију. Ликвигас је победио на екипном хронометру на првој етапи, што је Ди Луки дало предност у генералном пласману. Ди лука је победио на четвртој и на етапи 12 и освојио је Ђиро, уз класификаију по поенима.
Након Ђира, Ди Лука је имао неодређено низак ниво хормона и италијанске власти су утврђивале да ли је то последица вожње три недеље или коришћења дроге. Ди Лука се повукао са светског првенства негодујући због начина на који се опходе према њему, након оптужби за допинг.
Ди Лука је био лидер UCI про тур рангирања, пре задње трке, Ђиро ди Ломбардије, када је суспендован на три месеца због умешаности у допинг.

### 2008—2009
Године 2008., Ди Лука није возио на много трка, освојио је Ђиро дела Емилија трку, брдску класификацију на Туру Британије и завршио је осми на Ђиро д’Италији.
2009. је освојио етапу на Ђиро дел Трентино трци, а затим је његов тим добио специјалну позивницу за Ђиро д’Италију. Ди Лука је победио на четвртој етапи, завршио је други на петој етапи и узео је розе мајицу. Вођство је повећао победом на десетој етапи, али је изгубио време на два хронометра и завршио је други у генералном пласману, 41 секунду иза победника Дениса Мењшова, освојивши класификацију по поенима.
Дана 22. јула објављено је да је Ди Лука био позитиван на два допинг теста током Ђира. 8. августа, био је позитиван и на Б узорку и суспендован је на две године. Поништени су му резултати остварени на Ђиру.

### 2010—2012
Дана 15. октобра 2010. године, објављено је да је казна Ди Луки смањена на девет месеци и износ који треба да плати смањен је са 280 000 € на 106 400 €.
2011. прешао је у руски профсионални тим, Каћуша, где је возио једну сезону. Није остварио ниједну победу, најбољи резултат му је било четврто место на шестој етапи Ђиро д’Италије.
Године 2010., прешао је у Аква Сапоне тим, са којим је освојио четврто место на Туру Аустрије, уз једну освојену етапу. Завршио је трећи на трци Копа Агустин, а Ђиро ди Ломбардију је завршио на 20 месту.

### 2013
У априлу 2013. године, Ди лука је прешао у италијански тим Вини Фантини, коме је додељен вајлд кард за учествовање на Ђиро д’иИталији. 24. маја, током Ђира, УЦИ је објавио да је Ди Лука пао на допинг тесту урађеном 29. априла. Ди Лука је отпуштен из свог тима и саветовано му је да сам напусти Ђиро, што је Ди Лука и урадио. 5. децембра 2013. године, Ди Лука је суспендован доживотно из бициклизма од стране Италијанског националног олимпијског комитета и поништени су му сви резултати остварени од 29. априла 2013. године, а морао је и да плати 37985 еура.